# ويليام ألان ماكننيس غرين
ويليام ألان ماكننيس غرين (بالإنجليزية: William Allan McInnes Green)‏ هو مهندس أسترالي، ولد في 24 يناير 1896، وتوفي في 5 سبتمبر 1972.